# Federacija Bosne i Hercegovine
Federacija Bosne i Hercegovine (srp. Федерација Босне и Херцеговине), skraćeno FBiH (srp. ФБиХ), jedan je od dvaju entiteta Bosne i Hercegovine uz Republiku Srpsku. Nastala je usvajanjem Ustava Federacije BiH 30. ožujka 1994., donesenog na temelju Washingtonskog sporazuma između Hrvatske, Republike BiH i Herceg-Bosne iz 1994. Do 1996. djelovala je kao federacija dviju političkih zajednica - bošnjačke i hrvatske, a nakon donošenja Zakona o federalnim jedinicama (županijama), djeluje kao federacija županija. Zbog svojega stanovništva koje čine uglavnom Bošnjaci i Hrvati, nekada se spominjala i kao Bošnjačko-Hrvatska Federacija te Hrvatsko-Bošnjačka Federacija, sve dok i Srbi nisu postali konstitutivan narod u njoj (vidi članak Odluka o konstitutivnosti naroda).
Federaciju BiH čini deset županija, federalnih jedinica, s vrlo širokim nadležnostima. Na razini Federacije BiH postoje predsjednik i dvojica potpredsjednika, kao i Vlada, koji su nositelji izvršne vlasti. Zakonodavnu vlast nosi dvodomni Parlament Federacije Bosne i Hercegovine, koji se sastoji od Zastupničkog doma i Doma naroda. Najviša sudska instanca je Vrhovni sud. Za provjeru ustavnosti i provedbu Ustava nadležan je Ustavni sud.
Glavni grad Federacije BiH je Sarajevo. Federacija BiH ima oko 2,7 milijuna stanovnika i prostire se na površini od 26 110 km² (oko 51% područja BiH). Glavninu pučanstva čine Bošnjaci i Hrvati.

## Povijest

### Rat u Bosni i Hercegovini
Prvi znakovi oružane agresije bili su napad JNA na većinska hrvatska sela oko Ravnog u istočnoj Hercegovini od 2. do 6. listopada 1991. i djelomična blokada sarajevskih ulica u ožujku 1992. Šira otvorena oružana agresija uslijedila je početkom travnja 1992. godine. Srpska teritorijalna osvajanja, uz potpunu blokadu Sarajeva, trebala su područje pod srpskim nadzorom proširiti u homogenu cjelinu od Drine do Une, a ostatak BiH razbiti u manje, nepovezane i teško branjive enklave. Zbog oružane nadmoći i podrške Beograda te politike međunarodne zajednice, koja je uvela embargo na uvoz oružja u BiH, Srbi su zacrtane vojne ciljeve razmjerno lako ostvarili već do lipnja 1992.
Uz prvotnu neodlučnost bošnjačkoga vodstva da se snažnije suprotstavi, u tom su razdoblju odlučan otpor pružili Hrvati, organizirani u Hrvatsko vijeće obrane (HVO), u čijim su postrojbama djelomice sudjelovali i Muslimani (Posavina, Središnja Bosna, Hercegovina). Pretežito muslimanska Teritorijalna obrana BiH (kasnije Armija BiH) djelotvornije se organizirala tek od jeseni 1992. godine, osobito u središnjoj Bosni i tuzlanskoj regiji. Na područjima koja su nadzirali, Srbi su provodili etničke progone te ubojstva Bošnjaka i Hrvata, uspostavljali su koncentracijske logore i uništavali muslimansku i katoličku kulturnu baštinu. Do studenoga 1992. Srbi su zauzeli oko 70 % zemlje, a Sarajevo su od početka agresije držali u obruču, terorizirajući stanovništvo snajperskom i topničkom vatrom.
Tijekom agresije izbile su i nesuglasice između Bošnjaka i Hrvata. Postojeće razlike produbljene su zbog kaotičnih i teških ratnih prilika kao i zbog suprotstavljenih gledišta i poteza pojedinih nacionalnih čelnika i međunarodne zajednice. Za Bošnjake je sporno bilo proglašenje Hrvatske zajednice Herceg-Bosne. Hrvati su uzvratili optužbama zbog islamizacije zemlje i bošnjačke dominacije, koja je smjerala marginalizirati Hrvate (i Srbe) na svim područjima života pa su povukli svoje predstavnike iz Skupštine, Vlade i Predsjedništva.
Srpska agresija na Bosnu i Hercegovinu imala je katastrofalne posljedice prvenstveno zbog narušenih odnosa ravnoteže među vjerskim zajednicama i narodima: izgonom Bošnjaka od strane Srba na pojedinim područjima i njihov dolazak u druga područja narušio je životni prostor i predratni omjer prema Hrvatima. Borba za golo preživljavanje generirala je mržnju koja je zahvatila duboke korijene i teško da će današnji naraštaji ugasiti njenu stalno prijeteću razornost. U sjevernoj i središnjoj Bosni te sjevernoj i središnjoj Hercegovini, političke razmirice i manji incidenti prerasli su u jesen 1992. godine u oružani sukob.
U siječnju 1993. predložen je Vance-Owenov plan kantonizacije (10 provincija), koji je produbio suprotnosti između Hrvata i Bošnjaka. Bošnjačka vojska u četiri ofenzive zauzela je velik dio prostora koji su bili pod kontrolom Hrvatskog vijeća obrane, gotovo cijelu sjevernu i srednju Bosnu (osim Novog Travnika, Nove Bile, Viteza, Busovače, Kiseljaka, Kreševa, Gojevića, Uskoplja, Žepča i šireg područja oko tih gradova, Usore, dijela maglajske općine, dijela zavidovićke općine, i dijela vareške općine) i dio Hercegovine: Konjic, Jablanicu te istočne i sjeverne dijelove mostarske općine. Počinjeni su brojni ratni zločini nad civila na obje strane. Neprijateljstva su zaustavljena tek posredovanjem SAD-a i sklapanjem Washingtonskog sporazuma, 18. ožujka 1994. godine, obnovljena je suradnja, uspostavljena bošnjačko-hrvatska federacija, a predviđena je njezina konfederacija s Hrvatskom. U Mostaru je uvedena privremena uprava EU.
U ožujku 1995. godine, uspostavljen je zajednički vojni stožer Armije RBiH, HVO-a i HV-a. Još tješnja suradnja zacrtana je Splitskim sporazumom između RH i BiH u srpnju 1995., temeljem kojega su hrvatske snage u srpnju 1995. oslobodile dio zapadne Bosne. Nakon operacije Oluje, u kolovozu razbile su srpski obruč oko Bihaća, a u jesen je nastavljeno oslobađanje zapadne Bosne. Međunarodna zajednica dugo je i neuspješno pokušavala posredovati oko zaustavljanja rata, nastojeći pronaći prihvatljiv model preuređenja Bosne i Hercegovine. Potpunu nemoć međunarodna je zajednica iskazala u srpnju 1995. kada su Srbi nekažnjeno zauzeli zaštićene zone UN-a Srebrenicu i Žepu. Pokrenuli su i ofenzivu na zaštićeno bihaćko područje, ali ih je zaustavila HV operacijom Olujom. Hrvatski i zajednički hrvatsko-bošnjački vojni uspjesi tijekom jeseni 1995. omogućili su i zamah pregovaračkog procesa.

### Washingtonski sporazum
Washingtonskim sporazumom je okončan bošnjačko-hrvatski sukob. Dogovoreno je primirje između Hrvatskog vijeća obrane i Armije Republike Bosne i Hercegovine. Unutarnji ustroj teritorija s bošnjačkim i hrvatskim pučanstvom u Republici Bosni i Hercegovini, preoblikovan je u Federaciju Bosne i Hercegovine, koja se sastoji od 10 federalnih jedinica, županija, koje imaju jednaka prava i odgovornosti i koje predstavljaju savezne državice. Županijski sustav je predstavljao svojevrsnu obranu kako bi se spriječila dominacija jednog naroda nad drugim.
Predsjednik Republike Hrvatske dr. Franjo Tuđman i predsjednik Predsjedništva Bosne i Hercegovine Alija Izetbegović potpisali su u Washingtonu, 18. ožujka 1994. godine Okvirni sporazum o konfederalnim vezama između Republike Hrvatske i buduće bošnjačko-hrvatske federacije u Bosni i Hercegovini. Premijer Bosne i Hercegovine Haris Silajdžić i predsjednik Predsjedničkog vijeća Hrvatske Republike Herceg-Bosne Krešimir Zubak potpisali su u Washingtonu tekst Nacrta ustava federacije Hrvata i Bošnjaka u Bosni i Hercegovini.
Dne 30. ožujka 1994. godine, Ustavotvorna skupština Federacije Bosne i Hercegovine prihvatila je velikom većinom glasova Ustav Federacije BiH kojim se uspostavlja Federacija Bosne i Hercegovine na teritoriju s većinskim bošnjačkim i hrvatskim stanovništvom. Skupština je prihvatila i zajednički amandman zastupnika Hrvata i Bošnjaka, kojim se iz predloženog Ustava briše odrednica da je granični postotak za ulazak stranaka u parlament Federacije BiH 5 % i to zakonom koji će donijeti Ustavotvorna skupština Federacije Bosne i Hercegovine.

### Prijedlozi ukidanja FBiH
Međunarodna krizna skupina (ICG) u izvješću za BiH objavljenom u srpnju 2014. godine predložila je dva moguća rješenja za otklanjanje nefunkcionalnosti FBiH. Prvo moguće rješenje je razlaganje Federacije BiH na dva entiteta, a drugo ukidanje FBiH razine vlasti i prijenos svih njenih ovlasti na savezne jedinice, kantone (županije). S ciljem smanjenja preglomaznog administrativnog aparata i rješavanja političkih problema koji izviru iz učestalog sabotiranja postojećih konsocijacijskih mehanizama u praksi. Ukidanje FBiH svojedobno je predložio i Dragan Čović, predstavnik hrvatske nacije u Predsjedništvu BiH. Najveći otpor pojednostavljenju ustroja kroz ukidanje FBiH pruža birokratski aparat koncentriran u Sarajevu.

## Zemljopis
Federacija Bosne i Hercegovine nalazi se u Jugoistočnoj Europi na Balkanskom poluotoku. Međuentitetska granična linija koja Bosnu i Hercegovinu dijeli na dva entiteta napravljena je na osnovu granica u vrijeme Rata u Bosni i Hercegovini s bitnim promjenama na zapadnom dijelu države i oko glavnog grada Sarajeva koje su ucrtane Daytonskim sporazumom. Dužina međuentitetske granične linije je cca. 1 080 km. Međuentitetska granica nije pod kontrolom vojske i policije, u potpunosti je slobodna za prolaz. Federacija BiH, osim Republike Srpske, graniči još s Hrvatskom na zapadu. Federacija BiH ima 26 km morske granice kod Neuma.
Gotovo cijela Federacija BiH nalazi se na Dinaridima izuzev posavskog dijela Federacije koji je dio Panonske nizine. Najviši vrh Federacije je Čvrsnica (2 228 m) na sjeveru Hercegovine, a druge više planine su Vranica, Prenj, Treskavica i Vran.
Najveća jezera FBiH su Jablaničko jezero (70,0 km²) i Buško jezero (55,8 km²).
Federacija BiH je najvećim dijelom šumovita, dok je posavski dio ravnica pogodna za poljoprivredu. Prevladava umjerenom kontinentalnom klimom s toplim ljetima i hladnim zimama izuzev južne Hercegovine gdje prevladava mediteranska klima s blagim kišovitim zimama i vrućim ljetima.

## Savezni ustroj
Federacija BiH podijeljena je na 10 županija, federalnih jedinica:
Pet županija (Unsko-sanska, Tuzlanska, Zeničko-dobojska, Bosansko-podrinjska i Sarajevska) imaju bošnjačku većinu, tri županije (Posavska, Zapadnohercegovačka i Hercegbosanska) imaju hrvatsku većinu, a dvije županije (Središnja Bosna i Hercegovačko-neretvanska) imaju mješovito bošnjačko-hrvatsko stanovništvo. Znatan dio nadležnosti entiteta prenesen je na županijsku vlast. Svaka županija ima vlastitu zakonodavnu, izvršnu i sudbenu vlast. Županije posjeduju ustav, skupštinu, vladu, simbole, te im pripada niz isključivih nadležnosti (policija, obrazovanje, korištenje prirodnih resursa, prostorna i stambena politika, kultura), dok su neke nadležnosti podijeljene s Federacijom (zdravstvo, socijalna zaštita, promet). 
Glavni grad je Sarajevo, uz Mostar u kojem se nalaze sjedišta četiri federalna ministarstva. Posljednjim ustavnim promjenama, i Srbi su postali konstitutivni narod Federacije, tako trenutno postoji konstitutivnost sva tri naroda na cijelom području Federacije.
Područje Distrikta Brčko obuhvaća i nekadašnji federacijski dio. Nakon što je Distrikt Brčko stvoren, oba entiteta su izgubila kontrolu nad njim i on je pao pod kontrolu države BiH.
Ukupno, Federacija BiH ima 79 općina.

### Općine i gradovi
Sljedeće je popis 40 najvećih općina i gradova Federacije Bosne i Hercegovine prema veličini. Grad Sarajevo najveći je grad u Federaciji Bosni i Hercegovini s 310 605 stanovnika, a podijeljen je na 4 općine: Centar, Novi Grad, Novo Sarajevo i Stari Grad. Podjelom BiH međuentitetskom linijom promijenjene su granice nekih prijeratnih općina odnosno stvorene su neke manje općine u RS i FBiH. U Federaciji BiH izmijenjene su granice općina Bosanska Krupa, Sanski Most, Ključ, Bosanski Petrovac, Jajce, Drvar, Kupres, Maglaj, Gračanica, Kalesija, Gradačac, Orašje, Odžak, Stari Grad, Novo Sarajevo, Ilidža, Goražde, Mostar i Stolac, a novouspostavljene općine su Dobretići, Doboj Jug, Doboj Istok, Domaljevac-Šamac, Čelić, Teočak, Sapna, Pale-Prača, Foča-Ustikolina i Ravno.
| Redni broj | Grad                  | Broj stanovnika |
| ---------- | --------------------- | --------------- |
| 1.         | Tuzla                 | 131 718         |
| 2.         | Zenica                | 127 103         |
| 3.         | Novi Grad - Sarajevo  | 124 742         |
| 4.         | Mostar                | 111 364         |
| 5.         | Novo Sarajevo         | 73 394          |
| 6.         | Centar - Sarajevo     | 69 889          |
| 7.         | Cazin                 | 62 510          |
| 8.         | Bihać                 | 61 358          |
| 9.         | Ilidža                | 59 271          |
| 10.        | Živinice              | 55 305          |
| 11.        | Travnik               | 54 878          |
| 12.        | Gračanica             | 52 212          |
| 13.        | Lukavac               | 50 998          |
| 14.        | Tešanj                | 48 266          |
| 15.        | Velika Kladuša        | 46 759          |
| 16.        | Gradačac              | 46 154          |
| 17.        | Sanski Most           | 44 322          |
| 18.        | Kakanj                | 43 300          |
| 19.        | Stari Grad - Sarajevo | 42 580          |
| 20.        | Srebrenik             | 41 692          |
| 21.        | Visoko                | 40 320          |
| 22.        | Zavidovići            | 37 983          |
| 23.        | Bugojno               | 37 209          |
| 24.        | Kalesija              | 35 751          |
| 25.        | Livno                 | 31 878          |
| 26.        | Žepče                 | 31 056          |
| 27.        | Goražde               | 30 123          |
| 28.        | Konjic                | 28 266          |
| 29.        | Bosanska Krupa        | 28 062          |
| 30.        | Tomislavgrad          | 27 116          |
| 31.        | Široki Brijeg         | 26 267          |
| 32.        | Banovići              | 25 786          |
| 33.        | Vitez                 | 25 109          |
| 34.        | Novi Travnik          | 24 884          |
| 35.        | Jajce                 | 24 328          |
| 36.        | Ljubuški              | 23 689          |
| 37.        | Maglaj                | 23 381          |
| 38.        | Čapljina              | 23 050          |
| 39.        | Vogošća               | 23 038          |
| 40.        | Hadžići               | 22 727          |

### Hrvatska samouprava
Hrvatska samouprava u Bosni i Hercegovini "nije nikava teritorijalna jedinica kako se to u javnosti doživljava, već, da ona predstavlja neuspio pokušaj Hrvata u BiH da izbore svoju ravnopravnost" (Ante Jelavić, 6. listopada 2001.). Nastala je kao odgovor na proces dekonstituiranja ili majorizacije Hrvata odnosno hrvatsko pitanje u Bosni i Hercegovini, koje je stvorila međunarodna zajednica. 
Početkom listopada 2000. OESS-ovo Privremeno izborno povjerenstvo za provedbu općih izbora u BiH donosi nova pravila za izbor zastupnika u Dom naroda Federacije BiH koja, za razliku od dotadašnjih neomugućavaju da zastupnici jednog naroda u županijskim skupštinama sami biraju zastupnike tog naroda za spomenuti dom (Barryjevi amandmani). Nakon ove odluke, HDZ BiH, podržan većinom stranaka s hrvatskim predznakom u Novom Travniku utemeljuje Hrvatski narodni sabor (HNS) koji donosi Deklaraciju o pravima hrvatskog naroda u BiH, odnosno dokument kojim se trebalo riješiti pitanje ravnopravnosti hrvatskog naroda u BiH. HNS na tom zasjedanju donosi i odluku o raspisivanju referenduma koji zakazan na sam dan izbora. 
Za Hrvate u BiH posebno su bili pogubni Petritschevi amandmani od 19. travnja 2002. godine koji su u međunarodnoj zajednici poznati pod ciničnim nazivom "airport decision" tj. "odluka iz zračne luke" jer ih je visoki predstavnik Wolfgang Petritsch potpisao doslovno u zračnoj luci, neposredno prije svog odlaska iz BiH. Nametnuti amandmani, u potpunosti utemeljeni na odredbama Sarajevskoga sporazuma o ustavnim promjenama, de iure su dodali sva tri naroda kao konstitutivne u ustave oba entiteta, ali de facto, Republika Srpska je ostala srpski entitet, a Federacija BiH je od bošnjačko-hrvatske federacije, koja je po Washingtonskom sporazumu trebala ući u konfederaciju s Republikom Hrvatskom, postala bošnjački entitet. Mogućom kontrolom oba doma Parlamenta FBiH, stranke koje predstavljaju bošnjačku izbornu volju imaju mogućnost samostalno formirati izvršnu vlast na razini FBiH (Predsjednik FBiH i dva dopredsjednika te Vlada FBiH).

## Demografija

### Majorizacija Hrvata
Najveći politički problem koji opterećuje FBiH je neravnopravan položaj Hrvata koji proizlazi iz dominacije Bošnjaka-Muslimana u tom entitetu, unatoč definiciji federacije kao zajedničkog entiteta Muslimana i Hrvata kao ravnopravnih naroda i ostalih narodnosti prema Washingtonskom i Daytonskom sporazumu.
Do ključne 2002. godine i promjene Ustava FBiH (Petritschevi amandmani) u sastav Vlade su osim ministara (gdje je Hrvatima bila zagarantirana najmanje 1/3 ministarskih mjesta) ulazili i njihovi zamjenici. Po pravilu, ako je ministar bio Bošnjak – zamjenik je bio Hrvat i obrnuto, ako je ministar bio Hrvat zamjenik je bio Bošnjak. Kada se zbroje mjesta ministara i zamjenika ministara Hrvati su bili ravnopravan partner u federalnoj Vladi (i po brojnosti i po načinu odlučivanja). U načinu odlučivanja u Vladi Federacije BiH uvedene su takve promjene koje su iz ustava izbrisale riječi "konsenzus" i mogućnost bilo kakvog utjecaja konstitutivnih naroda na odluke Vlade, tako da je ostalo isključivo glasovanje običnom većinom. Ta većina su naravno uvijek Bošnjaci (8 ministara + premijer = 9 glasova). Tome treba dodati da zbog svoje brojnosti bošnjačke političke elite redovito popune i srpske kvote u Vladi FBiH (3 ministra). Međutim, to nije bilo dovoljno (11 od 16 ministara plus premijer) pa su u razdoblju 2010. – 2014. (Vlada Platforme) popunili i hrvatske kvote. Ustavna rješenja (2002.) propisuju fiksne kvote ministara po konstitutivnim narodima. Diskriminatorska rješenja su u samom ustavu kojima se jedan enitet faktički priznaje kao srpski (8 Srba – ministara u Vladi Republike Srpske), a jedan entitet kao bošnjački (8 Bošnjaka – ministara u Vladi Federacije BiH). Ukupno, Bošnjaci imaju 13 ministara (41%), Srbi 11 ministara (34%), a Hrvati 8 ministara (25%) u entitetskim vladama. Tu nije uračunato mjesto entitetskog premijera, premijer Vlade RS-a uvijek je Srbin, a premijer Vlade FBiH uvijek Bošnjak. Bosankohercegovački Hrvat ne može biti premijer niti jednog entiteta prema postojećim ustavnim/zakonskim rješenjima.
"Sastav Vijeća Naroda i Doma Naroda biće paritetan tako da svaki konstitutivni narod ima isti broj zastupnika. Najmanje osam najviše 17 zastupnika bit će iz reda jednog konstitutivnog naroda. Ostali su zastupljeni u broju koji ne prelazi polovicu predstavnika jednog konstitutivnog naroda u Vijeću naroda, odnosno Domu naroda" - Sarajevski sporazum o ustavnim promjenama. Učinak Barryjevih amandmana jednostavno omogućava da hrvatski predstavnici budu izabrani od stranaka koje nemaju potporu hrvatskih birača. U teoriji, bošnjačke stranke mogu izabrati 6 izaslanika u hrvatski klub Doma naroda, što predstavlja jednu trećinu od 17. Prema Petritschevim amandmanima nije više potrebna većina u svakom klubu Doma naroda nego samo jedna trećina za izbor Predsjednika/Potpredsjednika FBiH. Predsjednik FBiH je bitan jer potvrđuje Vladu FBiH. Ako u ponovljenom postupku izbora Predsjednika/Potpredsjednika FBiH jedan od domova odbije zajedničku listu, smatrat će se da su kandidirane osobe prihvaćanjem liste u jednom domu. Uvodi se drugi krug glasovanja u kojem je potrebna potvrda u samo jednom domu. S obzirom na to da su Bošnjaci većina stanovništva u FBiH (oko 70%), imaju kontrolu nad Zastupničkim domom Parlamenta FBiH te u praksi nad svim klubovima u Domu naroda osim hrvatskog, jasna je opasnost koju za Hrvate predstavljaju spomenute promjene. Svake opće izbore se vodi velika borba kako Bošnjaci ne bi izabrali trećinu hrvatskoga kluba i tako potpuno dekonstituirali Hrvate. Pet je županija s većinskim bošnjačkim stanovništvom (Unsko-sanska, Tuzlanska, Zeničko-dobojska, Sarajevska i Bosansko-podrinjska), iz svake dolazi po jedan izaslanik u Klub Hrvata. Bošnjaci u teoriji mogu izabrati trećinu hrvatskih izaslanika, izbaciti Hrvate iz formiranja izvršne vlasti i praktički ih pretvoriti u nacionalnu manjinu. Klub izaslanika hrvatskog naroda u Domu naroda Parlamenta FBiH predstavlja posljednjeg jamca konstitutivnosti Hrvata u BiH.

### Starosna struktura
Federacija Bosne i Hercegovine, u odnosu na 1991. bilježi značajan porast starijeg i pad mlađeg stanovništva. Prema popisu stanovništva Bosne i Hercegovine iz 1991., prosječna starost bila je 30,6 godina, a godine 2004. prosječna starnost u Federaciji BiH bila je 36,4 godine.
Dok je u BiH 1991. bilo svega 6,5%, a u Federaciji BiH 6% stanovništva starijeg od 65 godina, u poslijeratnom razdoblju FBiH ima 13,7% stanovništva startijeg od 65 godina.
Prema popisu iz 1991. u BiH je bilo 23,5% djece do 14 godina, u FBiH 24,3%, a danas u Federaciji ima oko 18,5% stanovništva do 14 godina.

### Natalitet i mortalitet
Osim što Federaciju BiH pogađa povećanje starijeg i pad mlađeg stanovništva, u FBiH se događa i pad prirodnog priraštaja. Prirodni priraštaj je 1991. u BiH bio 7,8 promila, a u FBiH 8,9 promila. Rat u Bosni i Hercegovini najviše je pridonio padu prirodnog priraštaja, to se i pokazalo prilikom upisa djece u osnovne škole u godinama 2000. i 2001. Te godine u FBiH je u osnovne škole upisano svega 25 607 djece, dok je broj upisanih osnovnoškolaca rođenih prije rata bio 32 854, dakle 22% manje.
Što se tiče stope mortaliteta ona je ostala ista ili je blago porasla, s obzirom na povećanje postotka starijeg stanovništva. U ovu kategoriju ne ubraja se samo starije stanovništvo, već i broj mrtvorođene djece. Godine 1997. broj mrtvorođenih bio je 13 promila, a 2006. 9,5. Godine 2006. prirodni priraštaj Federacije BiH bio je 1,6 promila.

### Migracije
Iako je velik dio stanovništva svih nacionalnosti bilo protjerano ili raseljeno iz FBiH u vrijeme rata, bilježi se i velik broj povratnika. Od 1996. do 2006. broj izbjeglica koji su se vratili u FBiH je 387 654, od toga 256 915 Bošnjaka, 75 038 Hrvata, 51 252 Srba i 4 449 ostalih. Također od 1996. do 2006. vratio se i velik broj raseljenih osoba, njih 573 884, od toga 349 557 Bošnjaka, 44 804 Hrvata, 176 736 Srba i 2 787 ostalih. Dakle, ukupan broj povratnika (izbjeglica i raseljenih) u FBiH od 1996. do 2006. bio je 1 017 433.

### Etnički sastav
Federacija Bosne i Hercegovine čini 51% bosanskohercegovačkog područja, a njezino stanovništvo čini 62,55% ukupnog stanovništva Bosne i Hercegovine. Preliminarni rezultati popisa stanovništva iz 2013. potvrđuju značajni pad stanovništva u odnosu na stanje 1991.: s 2 720 074 na 2 371 603 stanovnika. Iz neslužbenih podataka vidljivo je znatno smanjenje udjela etničkih Srba u FBiH (sa 17,6% na približno 5,9%), koje prati porast udjela Srba u Republici Srpskoj.
| Godina | Muslimani | %     | Hrvati  | %     | Srbi    | %     | Jugoslaveni | %    | ostali | %    | ukupno    |
| ------ | --------- | ----- | ------- | ----- | ------- | ----- | ----------- | ---- | ------ | ---- | --------- |
| 1991.  | 1 423 593 | 52,3% | 594 362 | 21,9% | 478 122 | 17,6% | 161 938     | 5,9% | 62 059 | 2,3% | 2 720 074 |

## Simboli
Zastava Federacije Bosne i Hercegovine je kompromisni dizajn koji uključuje hrvatske i bošnjačke simbole. Crvena i zelena pruga simboliziraju dva naroda, kao i dva štitića u grbu. Grb se nalazi u sredini zastave. Plavo polje grba s deset bijelih šestokrakih zvijezda predstavlja federaciju sastavljenu od deset županija. Bijelo polje zastave trostruko je šire od crvenog i zelenog, tako da je zapravo kvadratno.
Odlukom Ustavnog suda BiH 28. siječnja 2007., grb i zastava Federacije BiH stavljeni su izvan snage jer ne predstavljaju sva tri konstitutivna naroda u BiH. Od 14. lipnja 2007. grb i zastava Federacije su ukinuti i nisu u službenoj uporabi.
Županije imaju svoje vlastite zastave i grbove, no građani Federacije BiH najviše koriste narodne zastave. Hrvati koriste zastavu Hrvatske Republike Herceg-Bosne, a Bošnjaci zastavu Republike Bosne i Hercegovine do 1998. godine (bijela zastava s drevnim grbom dinastije Kotromanić - plavim štitom koji sadržava šest zlatnih ljiljana i bijelu poprečnu gredu). Zastava Hrvatske Republike Herceg-Bosne se koristi kao službena županijska zastava u Zapadnohercegovačkoj i Hercegbosanskoj županiji, a do 2000. bila je i zastava Županije Posavske. 